# 嫁だいこん
『嫁だいこん』（よめだいこん）は、1976年4月3日から同年9月25日まで、フジテレビ系列の『土曜劇場』（毎週土曜21:00 - 21:54）の枠で放送されたテレビドラマ。全26話。

## 概要
創業120年を誇る鹿児島の薩摩漬けの老舗「十文字屋」を舞台の中心に、後継者問題に揺れる一家と薩摩漬け販売に奔走する人々の模様などを描いた人情喜劇。『赤福のれん』に次ぐ『のれんシリーズ』第三弾。鹿児島県に実在する『中園久太郎商店』がモデルとなり、製作にも協力していた。

## あらすじ
十文字屋では、それまで主人として店を切り盛りしてきた与兵衛が亡くなり、後継者問題を迫られていた。与兵衛の遺言状には「信吉を五代目として後継者にする」と書かれていた。信吉は与兵衛の息子として籍に入ってはいるが、実は養子で、実の兄だと信じ込んでいた妹ののり子、よし子はこれを知って衝撃を受ける。しかも信吉は、自分の立場をわきまえ、店の仕事ではなく桜島の火山研究所に勤務し、地震の研究に取り組んでいた。育ての母・しずと番頭の順造は、遺言に従って五代目を継いでくれと信吉に迫る。信吉は最初は断ったが、後にそれを受け入れる。ある日、信吉は東京に住む恋人を鹿児島に招こうとしたが、やって来たのは会ったこともない若いスチュワーデスの竹中由紀だった。しかし後に信吉と由紀は結婚し、商売敵の『丸信』からの妨害工作に遭いながらもひたすら薩摩漬け販売に努め、後に由紀の考案した沢庵漬け『嫁だいこん』を売り出すに至る。

## キャスト
- 十文字信吉：竹脇無我
- 竹中（十文字）由紀：和泉雅子
- 十文字隆夫：北村和夫 - 信吉の義兄
- 十文字みちる：池上季実子 - 信吉の姪
- 十文字のり子：土田早苗 - 信吉の妹
- 十文字よし子：竹下景子 - 信吉の妹
- 十文字しず：村田知栄子 - 信吉の義母
- 番頭・順造：名古屋章
- 職人頭・平助：谷村昌彦
- 田所吾郎：河原崎長一郎 - 薩摩焼の陶芸家
- 清乃：范文雀 - 「赤ひょうたん」主人
- 竹中洋平：火野正平 - 由紀の弟
- 竹中孝一：小泉博 - 由紀の父
- 島本まき：塩沢とき - 春子の母で与兵衛の妹
- 島本春子：結城しのぶ
- 島本数馬：桑山正一 - 薩摩焼の窯元
- 小林文彦
- 仲下順：蟹江敬三 - 樽工場の工場長で、順造の実の息子
- 丸山：瀬川新蔵
- 山崎：穂積隆信 - 丸信社長
- 山崎正人：井上孝 - 山崎の息子
- 坂井：田崎潤 - 坂井物産社長
- 坂井哲郎：横光勝彦 - 坂井の息子。よし子の恋人になる
- 相良芳樹：井上孝雄 - 経済評論家。由紀の昔の恋人
- 根岸明美
- 本間：渥美国泰 - スーパーマーケット社長
- 高岡：塚本信夫 - 火山研究所所長
- 岸えり子：三浦真弓（第22話出演）

## スタッフ
- 脚本：窪田篤人、布勢博一、横光晃
- 演出：浜忠臣、矢崎一雄
- 音楽：渡辺岳夫
- 制作：東宝、フジテレビ

## 主題歌
- 『ふるさとは南』 歌：ハミング・バード （作詞：岩谷時子、作曲：渡辺岳夫、編曲：松山祐士　発売：日本コロムビア）

## サブタイトル
| 話数 | 放送日        | サブタイトル           | 脚本     | 演出     |
| ---- | ------------- | ---------------------- | -------- | -------- |
| 1    | 1976年4月3日  | 火の国のあいつ         | 窪田篤人 | 浜忠臣   |
| 2    | 1976年4月10日 | めぐりあい             | 窪田篤人 | 浜忠臣   |
| 3    | 1976年4月17日 | きょうだいがライバル!? | 窪田篤人 | 浜忠臣   |
| 4    | 1976年4月24日 | 決意                   | 窪田篤人 | 浜忠臣   |
| 5    | 1976年5月1日  | 新しい旅に             | 窪田篤人 | 浜忠臣   |
| 6    | 1976年5月8日  | 燃ゆる思いを           | 窪田篤人 | 矢崎一雄 |
| 7    | 1976年5月15日 | 愛の別れ               | 窪田篤人 | 浜忠臣   |
| 8    | 1976年5月22日 | 兄弟喧嘩               | 窪田篤人 | 浜忠臣   |
| 9    | 1976年5月29日 | 兄貴を愛した私         | 窪田篤人 | 浜忠臣   |
| 10   | 1976年6月5日  | 結婚しよう             | 窪田篤人 | 矢崎一雄 |
| 11   | 1976年6月12日 | 花嫁誕生               | 窪田篤人 | 浜忠臣   |
| 12   | 1976年6月19日 | あの人も彼を…          | 布勢博一 | 矢崎一雄 |
| 13   | 1976年6月26日 | 裏切り                 | 窪田篤人 | 浜忠臣   |
| 14   | 1976年7月3日  | 夏の嵐                 | 横光晃   | 矢崎一雄 |
| 15   | 1976年7月10日 | あに・いもうと         | 横光晃   | 浜忠臣   |
| 16   | 1976年7月17日 | 反抗                   | 布勢博一 | 矢崎一雄 |
| 17   | 1976年7月24日 | キス泥棒!?             | 布勢博一 | 浜忠臣   |
| 18   | 1976年7月31日 | 明日の夢               | 横光晃   | 矢崎一雄 |
| 19   | 1976年8月7日  | 泪の乾杯               | 横光晃   | 浜忠臣   |
| 20   | 1976年8月14日 | 悲しき裏切り           | 布勢博一 | 矢崎一雄 |
| 21   | 1976年8月21日 | 転落                   | 布勢博一 | 浜忠臣   |
| 22   | 1976年8月28日 | よろめく夏             | 横光晃   | 矢崎一雄 |
| 23   | 1976年9月4日  | あなたは強かった       | 横光晃   | 浜忠臣   |
| 24   | 1976年9月11日 | 吹きすさぶ嵐           | 窪田篤人 | 浜忠臣   |
| 25   | 1976年9月18日 | 揺れ動く夏             | 布勢博一 | 浜忠臣   |
| 26   | 1976年9月25日 | 旅立ち                 | 窪田篤人 | 浜忠臣   |

## 放送局
土曜劇場#ネット局の節を参照。